# Hammerhaie
Hammerhaie (Sphyrnidae) sind eine Familie der Haie, die besonders durch die starke Verbreiterung ihres Kopfes zu einem sogenannten Cephalofoil gekennzeichnet sind; bei einigen Arten führt diese zur Bildung des namensgebenden „Hammers“. Die Familie umfasst zwei Gattungen mit insgesamt neun Arten, die sich vor allem in ihrer Größe sowie Form und Breite des Kopfes unterscheiden. Die größte Art ist der Große Hammerhai (Sphyrna mokarran) mit einer Maximallänge von 5,50 bis 6,10 Metern, während der Korona-Hammerhai (Sphyrna corona) als kleinste Art nur eine maximale Gesamtlänge von unter einem Meter erreicht.
Hammerhaie leben weltweit vor allem in tropischen und subtropischen Küstengebieten. Sie sind in der Regel Einzelgänger, wobei einige Arten jedoch auch Gruppen von mehreren hundert bis mehreren tausend Individuen bilden können. Als Jäger erbeuten sie eine Vielzahl wirbelloser Tiere sowie Knochen- und Knorpelfische. Größere Individuen erbeuten auch andere Haie einschließlich kleinerer Vertreter der eigenen Art (Kannibalismus). Vor allem bodenlebende Beutetiere, wie verschiedene Rochen, werden durch die am Cephalofoil befindlichen Sinnesorgane aufgespürt. Alle Hammerhaie sind lebendgebärend und bilden eine Plazenta zur Versorgung der Jungtiere durch das Muttertier aus. Die großen Arten werden als potenziell gefährlich eingestuft, Haiunfälle mit Hammerhaien sind allerdings sehr selten dokumentiert. Vor allem aufgrund der Flossen werden einige Arten kommerziell bejagt, einzelne Arten werden aufgrund des starken Fischereidrucks von der International Union for Conservation of Nature (IUCN) als „gefährdet“ bis „stark gefährdet“ eingestuft.

## Merkmale

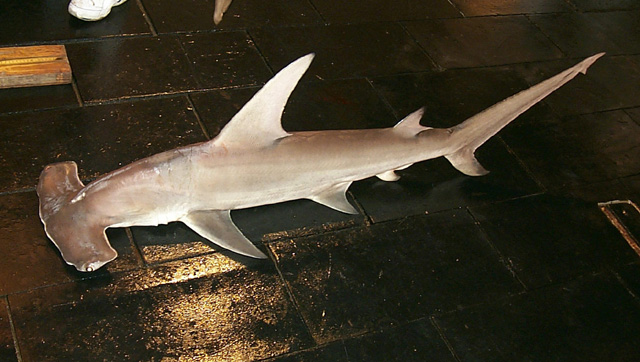
Habitus des Großen Hammerhais

Hammerhaie haben einen stromlinienförmigen Körper. Der längste Vertreter ist der Große Hammerhai (Sphyrna mokarran) mit einer maximalen Gesamtlänge von 5,50 bis 6,10 Metern, während der Korona-Hammerhai als kleinste Art nur maximal 92 Zentimeter erreicht. Die Färbung der Arten ist in der Regel bräunlich bis grau mit weißem Bauch. Eine Zeichnung ist nur beim Schaufelnasen-Hammerhai in Form einer unregelmäßigen Fleckung und bei einigen Arten in Form von dunklen Flossenspitzen oder -rändern vorhanden. Eine Besonderheit stellt die goldgelbe bis orange Färbung des Kleinaugen-Hammerhais dar, die sich wahrscheinlich auf seine Hauptnahrung zurückführen lässt. Sie besteht bei Jungtieren aus stark carotinoidreichen Garnelen sowie bei den geschlechtsreifen Haien aus Fischen und Fischrogen, die ebenfalls diese Farbstoffe enthalten.

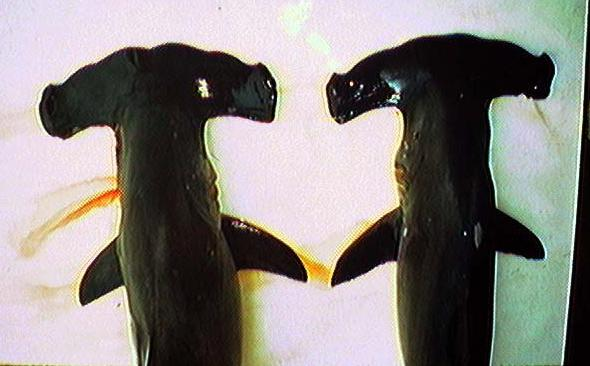
Das Cephalofoil des Bogenstirn-Hammerhais (links) und des Glatten Hammerhais (rechts) im Vergleich

Besonders auffällig ist die starke Verbreiterung des Kopfes direkt vor den Kiemen (präbranchial); er ist zudem bei einigen Arten stark abgeflacht. Die dadurch entstehende Kopfform stellt durch ihre arttypische Ausprägung zu einem verbreiterten bis hammerförmigen Kopf (Cephalofoil) das wichtigste Unterscheidungsmerkmal der Arten dar. Die Kopfverbreiterung beträgt bei den Arten der Gattung Sphyrna zwischen 17 und 33 Prozent der Gesamtlänge, beim Flügelkopf-Hammerhai (Eusphyra blochii) sogar 40 bis 50 Prozent. Die Augen befinden sich seitlich am Ende des Cephalofoils, sind rund oder fast rund ausgebildet und besitzen eine innere Nickhaut. Die Nasenlöcher besitzen kurze, lappige Nasenklappen; der Abstand zwischen den Nasenlöchern an der Vorderkante des Cephalofoils entspricht dem 7- bis 14-fachen Nasenlochdurchmesser; eine Ausnahme bildet hier der Flügelkopf-Hammerhai mit seinen sehr stark vergrößerten Nasenlöchern, bei denen der Abstand nur den 1,1- bis 1,3-fachen Nasenlochdurchmesser ausmacht. Das Maul liegt unterhalb des Cephalofoils und ist im Regelfall parabolisch geformt. Die Labialfurchen sind nur undeutlich ausgebildet oder fehlen vollständig. Die Zähne im Ober- und im Unterkiefer der Hammerhaie unterscheiden sich nur sehr wenig voneinander: Sie sind vergleichsweise klein bis mäßig groß, sind mehr oder weniger klingenförmig ausgebildet und besitzen nur eine schmale Zentralspitze ohne Nebenspitzen; basale Leisten und Furchen können ausgebildet sein oder auch fehlen. Im Oberkiefer befinden sich auf einer Kieferhälfte 25 bis 37 und im Unterkiefer 24 bis 37 Zähne, hinter denen weitere Zahnreihen angelegt sind.
Hammerhaie besitzen fünf Kiemenspalten, das Spritzloch ist bei allen Arten reduziert. Die erste Rückenflosse beginnt etwa mittig zwischen den Brust- und Bauchflossen, bei einigen Arten auch näher am Ende der Brustflossen; dabei liegt die Mitte der Rückenflosse immer vor dem Ansatz der Bauchflossen. Sie ist mäßig bis sehr groß ausgebildet und sichelförmig, die zweite Rückenflosse und die Afterflosse sind deutlich kleiner. Vor dem Ansatz der Schwanzflosse sind Gruben vorhanden. Sie ist asymmetrisch mit einem sehr großen oberen und einem deutlich kleineren, aber ebenfalls kräftig ausgebildeten unteren Lobus. Der obere Schwanzlobus ist dabei immer deutlich größer als die erste Rückenflosse.
Neben diesen äußeren Merkmalen gibt es einige Merkmale des Kopfskeletts und der Wirbelsäule, die für Hammerhaie typisch sind. So besitzt das Neurocranium keine primären supraorbitalen Kämme; stattdessen verschmelzen Ausläufer der prä- und postorbitalen Knochen zu unter Haien einzigartigen sekundären supraorbitalen Kämmen. Die Zentren der Wirbelkörper bilden starke, keilförmige und wirbelübergreifende Verkalkungen aus.

## Funktion der Kopfverbreiterung

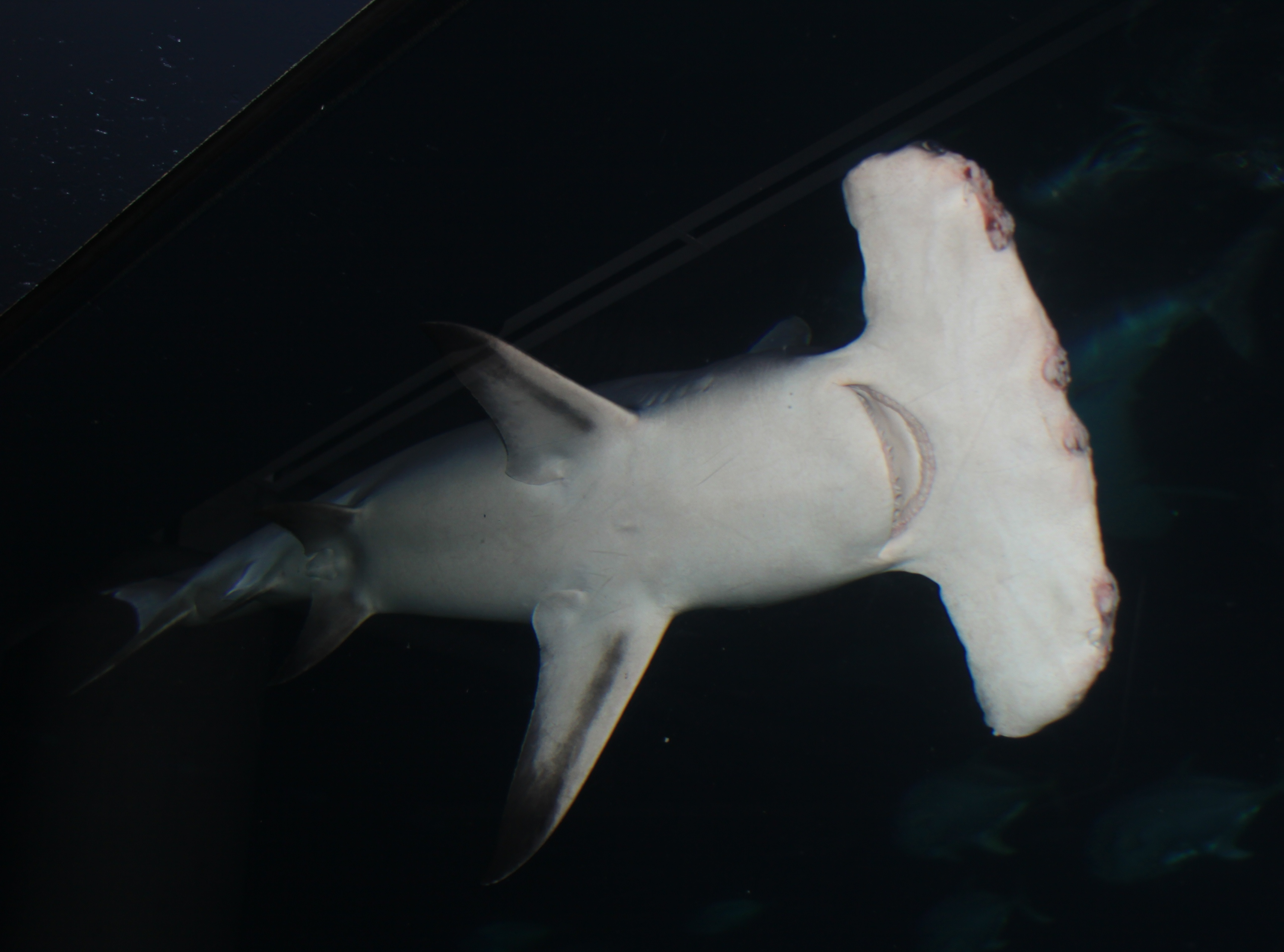
Der sehr breite „Hammer“ eines Großen Hammerhais

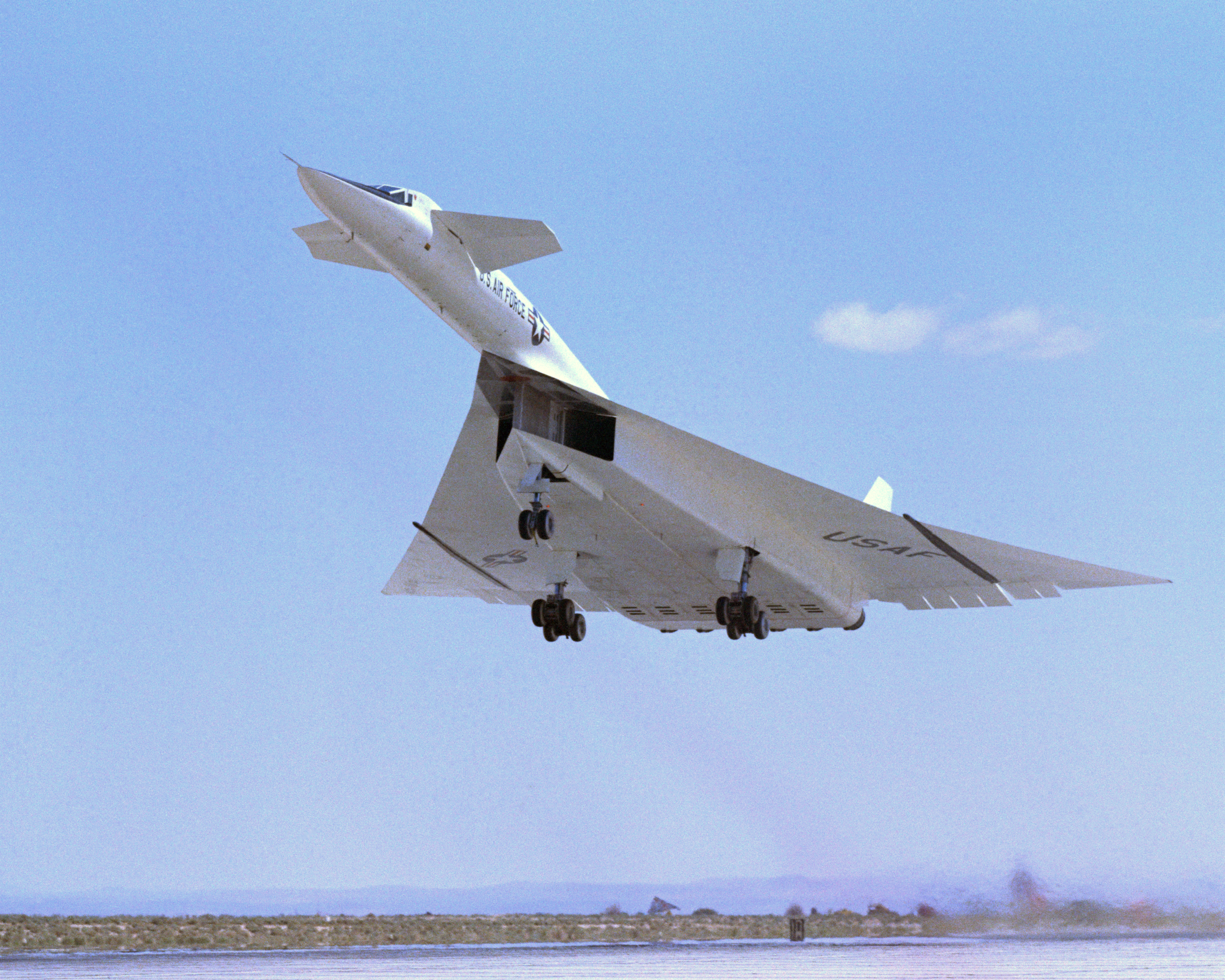
North American XB-70 mit Canardflügel, die die Manövrierfähigkeit verbessern. Das Cephalofoil der Hammerhaie soll ähnlich wirken.

Die Funktion und damit die evolutive Entstehung und Entwicklung des Cephalofoils der Hammerhaie ist nicht abschließend geklärt. Es wird unter anderem angenommen, dass die Verbreiterung des Kopfes vor allem der besseren Manövrierfähigkeit des Hais dient, außerdem vergrößert sie sein Wahrnehmungsfeld. Ersteres führte auch zu der Bezeichnung „Cephalofoil“ („Kopfruderfläche“), die von der englischen Bezeichnung „Airfoil“ für Tragflächenprofil im Flugzeugbau abgeleitet wurde. In der Funktionsweise entspricht das Cephalofoil dabei dem Canardflügel, der beim Flugzeugbau zum Einsatz kommt und die Höhensteuerung durch zusätzliche Tragflächen an der Flugzeugnase ermöglicht. Dabei sollen vor allem die Manövrierfähigkeiten und der Auftrieb in sehr engen Kurven verbessert werden. Durch die zusätzliche Auftriebshilfe können die Brustflossen im Vergleich zu anderen Haien verhältnismäßig klein ausgebildet sein.
Die Augen und die stark vergrößerten Nasengruben liegen bei diesen Haien am Ende der Verbreiterung, sodass das Feld, das diese Sinnesorgane wahrnehmen, stark erweitert wird. Dies trifft auch auf die an der Vorderseite des Cephalofoils zu findenden Lorenzinischen Ampullen zu, die bei Hammerhaien neben elektrischen Impulsen potenzieller Beutefische möglicherweise auch das Erdmagnetfeld wahrnehmen und so bei den Wanderungen, die für einige Hammerhaie typisch sind, als Orientierungshilfe dienen würden.

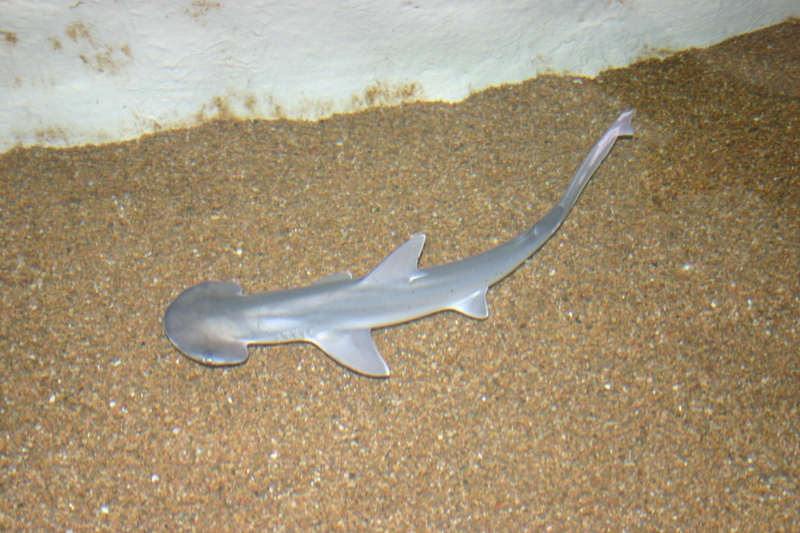
Schaufelnasen-Hammerhaie besitzen einen vergleichsweise schwach verbreiterten Kopf.

2002 bestätigte eine vergleichende mathematische Modellierung der Wahrnehmung elektromagnetischer Felder durch die Lorenzinischen Ampullen die optimierte Erkennung von Beutetieren eines hammerköpfigen Hais gegenüber einem rundköpfigen Hai. Während bei anderen Haien wie etwa dem Blauhai (Prionace glauca) die Wahrnehmungskanäle der Lorenzinischen Ampullen im Wesentlichen kreisförmig auf ein Zentrum in der Kopfmitte ausgerichtet sind, zentrieren sich diese bei einem hammerköpfigen Hai auf drei Zentren. Es konnte ermittelt werden, dass sich dadurch sowohl die Intensität der Wahrnehmung als auch die Richtungszuordnung der elektromagnetischen Felder, die durch das potenzielle Beutetier verursacht werden, deutlich verbessern. McComb et al. konnten 2009 experimentell nachweisen, dass durch die besonders starke Verbreiterung des Kopfes beim Flügelkopf-Hammerhai und beim Bogenstirn-Hammerhai zudem die visuelle Wahrnehmung deutlich verbessert wird. Nach ihren Untersuchungen besitzen Haie mit einem breiten Cephalofoil ein deutlich größeres Gesichtsfeld sowie einen ebenfalls stark vergrößerten Überschneidungsbereich, in dem beidäugiges und damit dreidimensionales (binokulares) Sehen möglich ist.
Andere Hypothesen gehen davon aus, dass der breite Kopf dem Fixieren von Beutetieren, vor allem Stechrochen und anderen Rochen, auf dem Meeresboden dient, wie es vor allem beim Großen Hammerhai beobachtet wurde. Dies wurde unter anderem aus einer Beobachtung eines Großen Hammerhais abgeleitet, der im Bereich der Bahamas einen Amerikanischen Stechrochen (Dasyatis americana) erbeutete. Der Hai stieß den Rochen zuerst mit einem Angriff von oben auf den Meeresboden und hielt ihn dann dort mit seinem breiten Kopf fest, während er sich drehte und jeweils kräftig in beide Seiten der vergrößerten Brustflossen biss. Der somit bewegungsunfähige Rochen wurde mit dem Maul abgehoben und mit schnellen Kopfbewegungen des Hais zerlegt. Bei einer weiteren Sichtung wurde ein Großer Hammerhai (Sphyrna mokarran) beobachtet, der einen Gefleckten Adlerrochen (Aetobatus narinari) im Freiwasser attackierte, indem er ein großes Stück aus einer der beiden Brustflossen biss und ihn dann ebenfalls mit dem Kopf auf den Boden drückte, wo er den Rochen mit dem Kopf voran ins Maul nahm. Aufgrund dieser Beobachtungen wird angenommen, dass Hammerhaie bei der Jagd auf Rochen zunächst versuchen, diese mit dem ersten Biss fluchtunfähig zu machen und anschließend den verbreiterten Kopf (Cephalofoil) einsetzen, um die Beutetiere unter Kontrolle zu bringen und am Boden festzuhalten.

## Verbreitung

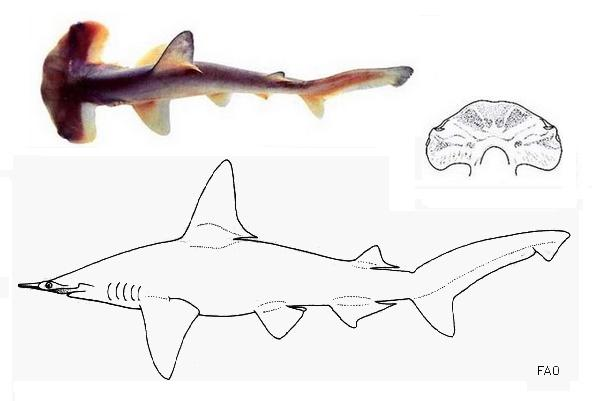
Der Kleinaugen-Hammerhai kommt vor der westlichen Atlantikküste vor und lebt vor allem in schlammigen und trüben Flachwasserzonen.

Hammerhaie sind weltweit vor allem in tropischen und subtropischen Küstengebieten der Ozeane anzutreffen. Dabei kommen einige Arten in sehr großen Gebieten vor, beispielsweise sind der Große und der Bogenstirn-Hammerhai weltweit in wärmeren Klimazonen verbreitet, während der Glatte Hammerhai auch in gemäßigten Gebieten anzutreffen ist und im Sommer gar in polnähere und kühlere Gebiete zieht. Die kleineren Arten sind alle auf kleinere Verbreitungsgebiete beschränkt; so findet sich der Flügelkopf-Hammerhai im Roten Meer sowie an den asiatischen Küsten des Indischen Ozeans bis nach Nordaustralien, der Weißflossen-Hammerhai nur an den Atlantikküsten Europas und Nordwestafrikas und der Schaufelnasen-Hammerhai nur an den tropischen Küsten Nord- und Südamerikas. Das kleinste Verbreitungsgebiet hat der Korona-Hammerhai, der an der Pazifikküste Amerikas vom Golf von Kalifornien bis nach Peru verbreitet ist.
Hammerhaie leben vor allem im Bereich der Küstengebiete sowie des Kontinentalschelfs und im Bereich von Inselgruppen und sind nur sehr selten auch in Regionen mit größeren Wassertiefen anzutreffen. Die größten Meerestiefen erreicht dabei der Bogenstirn-Hammerhai, der auch in Tiefen von mehr als 270 Metern vorkommen kann, während unter den anderen großen Hammerhaien der Große Hammerhai selten unter 80 Metern und der Glatte Hammerhai als ausgesprochener Oberflächenbewohner in der Regel nicht unter 20 Metern Meerestiefe lebt. Die kleineren Arten sowie die Jungtiere der großen Arten leben fast ausschließlich im Flachwasserbereich, wobei sich insbesondere der Kleinaugen-Hammerhai durch die Rückbildung seiner Augen an trübe und schlammige Buchten und Ästuare angepasst hat.

## Lebensweise

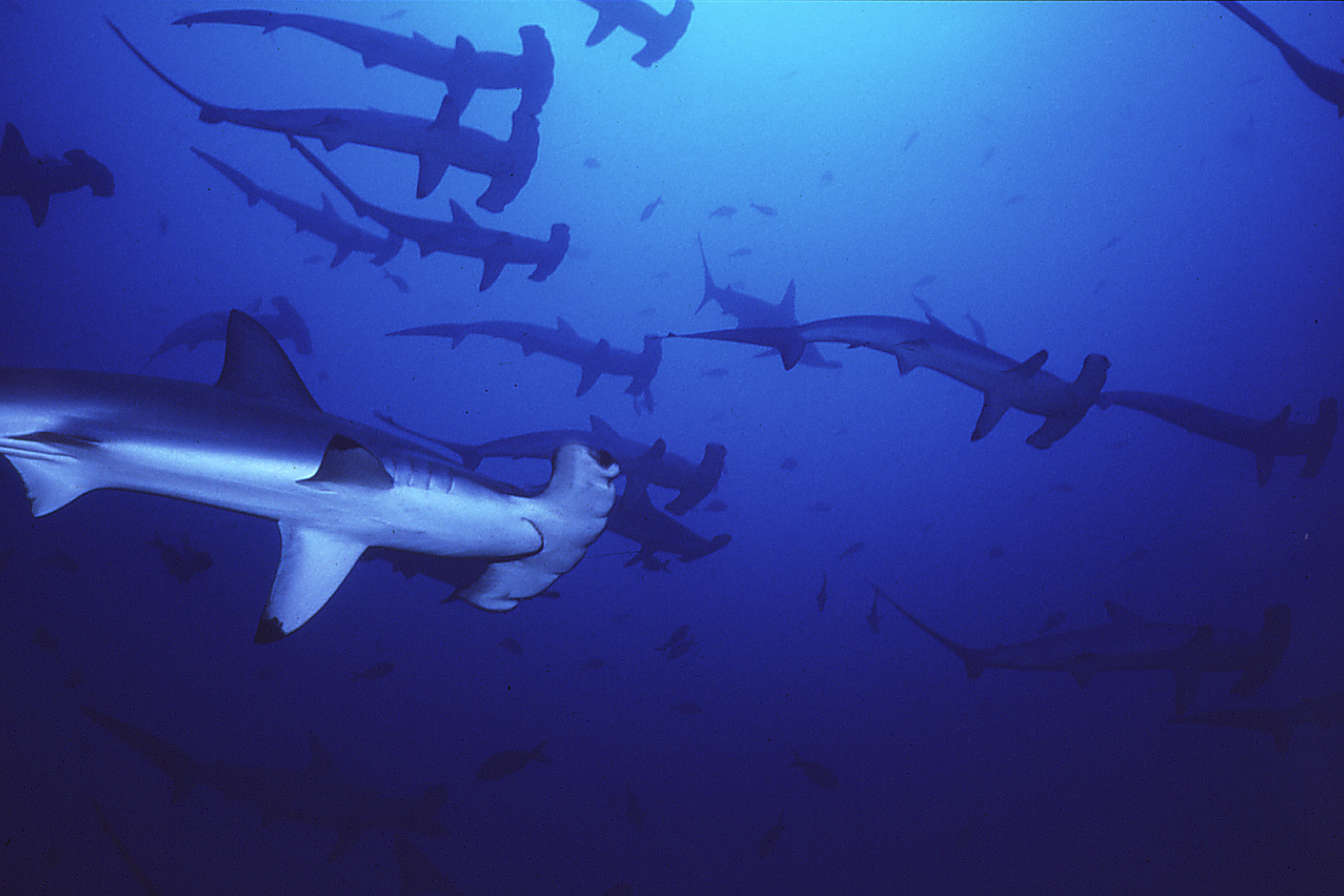
Gruppe von Bogenstirn-Hammerhaien

Hammerhaie sind in der Regel Einzelgänger, können jedoch auch kleinere bis sehr große Gruppen (Schulen) bilden. Dabei bilden vor allem der Glatte und der Bogenstirn-Hammerhai regelmäßig Gruppen von mehreren Hundert bis mehreren Tausend Individuen.
Die ausgewachsenen Individuen der großen Hammerhai-Arten haben in der Regel keine Fressfeinde, mit Ausnahme von Großen Schwertwalen (Orcinus orca). Die kleineren Arten sowie die Jungtiere der größeren Arten werden vor allem von anderen Haiarten wie etwa den Bullenhaien (Carcharhinus leucas) erbeutet. Gelegentlich begleiten Schwärme von Pilotfischen (Naucrates ductor) größere Haie, darunter auch den Großen Hammerhai. Stachelmakrelen wurden beobachtet, wie sie sich mit den Flanken an der Haut von Großen und Glatten Hammerhaien rieben, wahrscheinlich um sich selbst Hautparasiten abzureiben. Als Parasiten der Hammerhaie sind vor allem Copepoda als Hautparasiten sowie einige Fadenwürmer als Darmparasiten bekannt.

### Ernährung
Die Nahrung der größeren und freischwimmenden Hammerhaie besteht vorwiegend aus Knochenfischen wie Sardinen, Heringen und Makrelen, aber auch Barrakudas und andere größere Fische werden von großen Individuen als Beute angenommen. Außerdem ernähren sich die Haie von Wirbellosen, vor allem Kopffüßern wie Tintenfischen und Kalmaren sowie von Krebstieren. Daneben jagen sie aber auch kleine Haie wie die Scharfnasenhaie, Ammenhaie oder Schwarzspitzen-Riffhaie sowie Rochen.

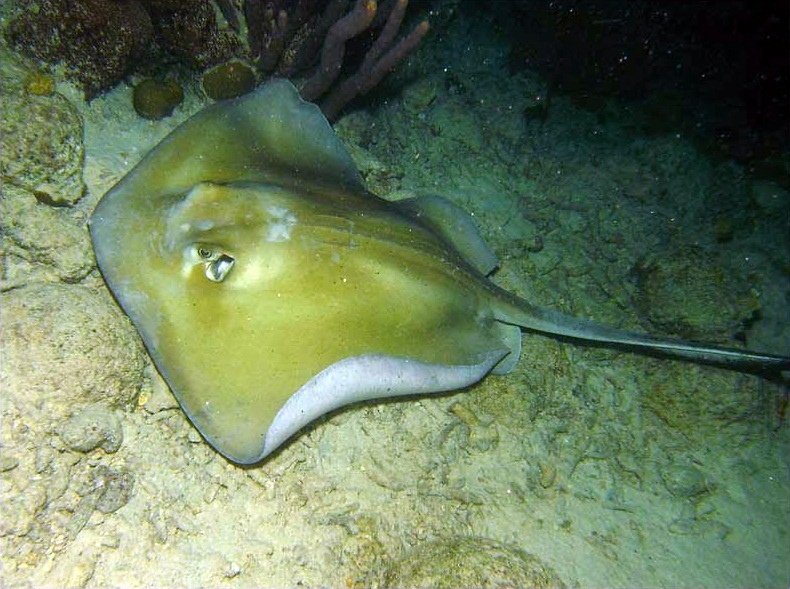
Stechrochen wie dieser Amerikanische Stechrochen stellen die bevorzugte Nahrung des Großen Hammerhais dar.

Vor allem der Große und der Glatte Hammerhai erbeuten hauptsächlich Rochen, insbesondere Stechrochen. Die Giftstachel der Stechrochen werden regelmäßig im Maul der Hammerhaie eingestochen gefunden und scheinen diese nicht zu stören. Ein Großer Hammerhai, der vor der Küste Floridas gefangen wurde, hatte 96 Stacheln im und um das Maul stecken. Diese Haie jagen vor allem nachts oder während der Dämmerung, wobei sie ihren Kopf in großen Bögen über den Meeresboden schwingen und mit Hilfe ihrer am Cephalofoil lokalisierten Lorenzinischen Ampullen elektrischen Signalen möglicher Beutetiere nachspüren. Zugleich wirkt der Kopf als Tragflügel, der es den Haien erlaubt, sich rasch umzuwenden und eine gerade entdeckte Beute zu fangen.
Vor allem die kleineren Arten ernähren sich zu einem großen Teil von wirbellosen Tieren, hauptsächlich von Krebstieren. Insbesondere der Schaufelnasen-Hammerhai hat sich dabei auf hartschalige Krebstiere wie Krabben, Garnelen und Seepocken sowie Muscheln spezialisiert (Durophagie): Die hinteren Zähne, die bei den anderen Arten eine hohe Spitze aufweisen, sind deutlich abgeflacht (molariform) und ermöglichen es dem Hai, die harten Schalen zu zerbrechen. Bei dieser Art ist zudem die Kiefermuskulatur und damit die Funktionsweise der Kiefer der harten Nahrung angepasst. Der Kleinaugen-Hammerhai ernährt sich in seiner Jugend vor allem von Garnelen, die einen hohen Anteil an Carotinoiden enthalten und so eine Gelbfärbung der Haie verursachen; später jagt er größere Wirbellose und Fische und ernährt sich zusätzlich von Fischrogen.

### Fortpflanzung

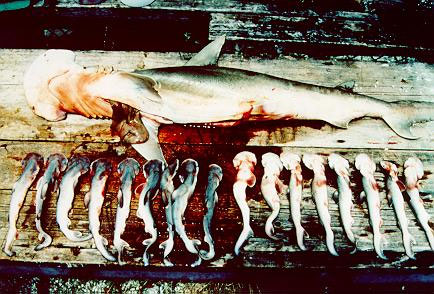
Schaufelnasen-Hammerhai mit ungeborenen Jungtieren

Alle Hammerhaie sind lebendgebärend (ovovivipar), wobei die ungeborenen Junghaie im Uterus über eine Dottersack-Plazenta ernährt werden. Dabei wird der Dottersack, nachdem er von den Junghaien verbraucht wurde, in eine Plazenta umgebildet, die der der Säugetiere analog ist und im Laufe der weiteren Entwicklung die Ernährung über den mütterlichen Blutkreislauf sicherstellt. Die Anzahl der Junghaie ist art- und größenabhängig. Sie reicht von wahrscheinlich nur 2 Jungtieren beim Korona-Hammerhai bis zu über 30 Jungtieren beim Großen, dem Glatten und dem Bogenstirn-Hammerhai. Bogenstirn-Hammerhaie begeben sich für die Geburt meist in flachere Meeresregionen, in denen die Junghaie auch die ersten Lebensjahre verbringen. Beim Flügelkopf-Hammerhai, der sich bereits als Jungtier durch einen extrem breiten Kopf auszeichnet, liegen die beiden Kopfflügel vorgeburtlich dem Körper an und entfalten sich erst nach der Geburt.
Am 14. Dezember 2001 gebar ein Schaufelnasen-Hammerhaiweibchen ohne Befruchtung durch ein Männchen im Henry-Doorly-Zoo in Omaha im US-amerikanischen Bundesstaat Nebraska ein Junges. Eine DNA-Untersuchung stellte das Fehlen von Erbgut eines männlichen Partners fest, wodurch zum ersten Mal eine Parthenogenese bei Haien bestätigt werden konnte. Mittlerweile wurde eine asexuelle Fortpflanzung auch vom Weißgepunkteten Bambushai (Chiloscyllium punctatum), vom Weißspitzen-Riffhai (Triaenodon obesus) und vom Kleinen Schwarzspitzenhai (Carcharhinus limbatus) berichtet.

## Evolution und Systematik

### Fossilbericht

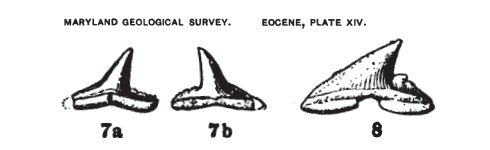
Abbildungen von fossilen Zähnen des Hammerhais Sphyrna prisca und des Tigerhais Galeocerdo latidens

Wie bei anderen Haien liegen Fossilien der Hammerhaie vor allem in Form von Zähnen vor, wobei alle Funde der auch heute noch existierenden Gattung Sphyrna zugeordnet wurden. Die ältesten Fossilfunde von Hammerhaien stammen aus dem Paläozän Nordamerikas (Charles County, Maryland) und sind etwa 60 Millionen Jahre alt, eine genaue Artzuordnung wurde nicht vorgenommen. Seitdem wurden weltweit Fossilien von Hammerhaien, in der Regel Zähne, entdeckt. Als nur fossil beschriebene und heute nicht mehr existierende Arten spielen vor allem S. americana, S. gilmorei, S. laevissima, S. magna und S. prisca eine Rolle. So stammen die ältesten Funde von S. prisca aus dem Ypresium Saudi-Arabiens (55,8 bis 48,6 Millionen Jahre). Weitere Funde, die dieser Art zugeordnet werden, stammen aus Nordamerika, Europa und Afrika und reichen bis in das Pliozän (5,3 bis 2,6 Millionen Jahre).
Die ältesten Funde einer heute noch existierenden, rezenten Art stammen vom Bogenstirn-Hammerhai und werden in das späte Eozän (37,2 bis 33,2 Millionen Jahre) eingeordnet. Der Löffelkopf-Hammerhai taucht fossil erstmals im Chattium (28,4 bis 23,03 Millionen Jahre) auf, der Große Hammerhai im frühen Miozän (23 bis 16 Millionen Jahre).

### Systematik
Die Familie der Hammerhaie enthält nach aktuellem Kenntnisstand elf Arten, die in zwei Gattungen aufgeteilt werden. Dabei handelt es sich um eine monotypische Art der Gattung Eusphyra sowie acht Arten der Gattung Sphyrna:
| Gattung Eusphyra Gill, 1861 – 1 Art         |                                                                         |                                                            |                                                  |                                                                                         |                                          |
| Deutscher Name                              | Wissenschaftlicher Name                                                 | Verbreitung                                                | Gefährdungsstufe Rote Liste der IUCN             | Anmerkungen                                                                             | Bild                                     |
| Flügelkopf-Hammerhai                        | Eusphyra blochii (Cuvier, 1816)                                         | Verbreitungsgebiet des Flügelkopf-Hammerhais               | (Endangered – stark gefährdet)                   | Maximale Länge 1,86 Meter, lebt vor allem an flachen Meeresküsten                       | Flügelkopf-Hammerhai (Eusphyra blochii)  |
| Gattung Sphyrna Rafinesque, 1810 – 10 Arten |                                                                         |                                                            |                                                  |                                                                                         |                                          |
| Deutscher Name                              | Wissenschaftlicher Name                                                 | Verbreitung                                                | Gefährdungsstufe Rote Liste der IUCN             | Anmerkungen                                                                             | Bild                                     |
|                                             | Sphyrna alleni Gonzales, Postaire, Driggers, Caballero, Chapman, 2024   | Karibik und östlich anschließender tropischer Westatlantik | noch nicht bei der IUCN gelistet                 | Maximale Länge 1,50 Meter, lebt vor allem an flachen Meeresküsten                       |                                          |
| Korona-Hammerhai                            | Sphyrna corona Springer, 1940                                           | Verbreitungsgebiet des Korona-Hammerhais                   | (Critically Endangered – vom Aussterben bedroht) | Maximale Länge 0,92 Meter (kleinster Hammerhai), lebt vor allem an flachen Meeresküsten | Korona-Hammerhai (Sphyrna corona)        |
| Carolina-Hammerhai                          | Sphyrna gilberti Quattro, Driggers, Grady, Ulrich & M. A. Roberts, 2013 | ?                                                          | (Data Deficient – Daten unzureichend)            | Maximale Länge unbekannt                                                                | Carolina-Hammerhai (Sphyrna gilberti)    |
| Bogenstirn-Hammerhai                        | Sphyrna lewini (Griffith & Smith, 1834)                                 | Verbreitungsgebiet des Bogenstirn-Hammerhais               | (Critically Endangered – vom Aussterben bedroht) | Maximale Länge 3,70 bis 4,20 Meter, lebt vor allem im Pelagial in Küstennähe            | Bogenstirn-Hammerhai (Sphyrna lewini)    |
| Löffelkopf-Hammerhai                        | Sphyrna media Springer, 1940                                            | Verbreitungsgebiet des Löffelkopf-Hammerhais               | (Critically Endangered – vom Aussterben bedroht) | Maximale Länge 1,50 Meter, lebt vor allem an flachen Meeresküsten                       | Löffelkopf-Hammerhai (Sphyrna media)     |
| Großer Hammerhai                            | Sphyrna mokarran (Rüppell, 1837)                                        | Verbreitungsgebiet des Großen Hammerhais                   | (Critically Endangered – vom Aussterben bedroht) | Maximale Länge 5,50 bis 6,10 Meter, lebt vor allem im Pelagial in Küstennähe            | ""                                       |
| Schaufelnasen-Hammerhai                     | Sphyrna tiburo (Linnaeus, 1758)                                         | Verbreitungsgebiet des Schaufelnasen-Hammerhais            | (Endangered – stark gefährdet)                   | Maximale Länge 1,50 Meter, lebt vor allem an flachen Meeresküsten                       | Schaufelnasen-Hammerhai (Sphyrna tiburo) |
| Kleinaugen-Hammerhai                        | Sphyrna tudes (Valenciennes, 1822)                                      | Verbreitungsgebiet des Kleinaugen-Hammerhais               | (Critically Endangered – vom Aussterben bedroht) | Maximale Länge 1,22 bis 1,50 Meter, lebt vor allem an flachen Meeresküsten              | Kleinaugen-Hammerhai (Sphyrna tudes)     |
|                                             | Sphyrna vespertina Springer, 1940                                       | tropischer Ostpazifik                                      | noch nicht bei der IUCN gelistet                 | Maximale Länge 1,50 Meter, lebt vor allem an flachen Meeresküsten                       | Sphyrna vespertina                       |
| Glatter Hammerhai                           | Sphyrna zygaena (Linnaeus, 1758)                                        | Verbreitungsgebiet Glatten Hammerhais                      | (Vulnerable – gefährdet)                         | Maximale Länge 3,70 bis 4,00 Meter, lebt vor allem im Pelagial in Küstennähe            | Glatter Hammerhai (Sphyrna zygaena)      |

Der in älterer Literatur als eigenständige Art aufgeführte Weißflossen-Hammerhai (Sphyrna couardi) wird seit 1986 dem Bogenstirn-Hammerhai zugerechnet, der wissenschaftliche Name wird entsprechend als Synonym für diese Art betrachtet.

### Evolution
Ursprünglich wurde angenommen, dass sich die Verbreiterung des Kopfes schrittweise entwickelte, wobei der Spatennasenhai (Scoliodon laticaudus) innerhalb der Requiemhaie als Schwesterart zu den Hammerhaien betrachtet wurde. Nach dieser Vorstellung stellte der Schaufelnasen-Hammerhai die ursprünglichste Art der Hammerhaie dar, während der Flügelkopf-Hammerhai mit seinem sehr stark ausladenden Cephalofoil als stark abgeleitete Art betrachtet wurde.
Auf der Basis phylogenetischer Untersuchungen von morphologischen sowie molekularbiologischen Merkmalen (Isoenzyme und mitochondriale DNA) konnte jedoch nachgewiesen werden, dass der Flügelkopf-Hammerhai die ursprünglichste Art innerhalb der Hammerhaie darstellt und innerhalb der Gattung Sphyrna die Arten mit einem sehr groß ausgebildeten Cephalofoil (Großer Hammerhai, Glatter Hammerhai und Bogenstirn-Hammerhai) als besonders ursprünglich anzusehen sind. Dies deutet darauf hin, dass innerhalb der Hammerhaie die großen Arten mit einem großen Cephalofoil den ursprünglichen Zustand darstellen und sich die kleineren Arten mit den schmaleren Köpfen von diesen ableiten. Die Position der großen Arten mit besonders ausladendem Cephalofoil konnte auch durch weitere Untersuchungen im Jahr 2010 und 2023 (Embryonalentwicklung des Schaufelnasen-Hammerhais) bestätigt werden. Dabei unterschieden sich die Ergebnisse 2010 bezüglich der Verwandtschaftsverhältnisse der Arten untereinander leicht von denen aus dem Jahr 2007. Damit verbunden wird eine Funktionsveränderung des Cephalofoils angenommen, die sich in der Lebensweise der Hammerhaie widerspiegelt: Während ein breites Cephalofoil vor allem bei freischwimmenden Arten des Pelagials vorkommt und hier vor allem die Rolle als Tragflügel wahrnimmt, leben die kleineren Arten mit kleinerem Cephalofoil vor allem in Bodennähe sowie in schlammigen Küstengebieten und nutzen die Ausstattung der Sinnesorgane, insbesondere der Lorenzinischen Ampullen, zur Lokalisierung von Beutetieren. Bezüglich der Körpergröße schließen Lim et al. 2010 aufgrund ihrer Verwandtschaftshypothese und der Verbreitung der Arten, dass die ursprünglichsten Hammerhaie große Arten waren, von denen sich sowohl der kleine Flügelkopf-Hammerhai als auch die kleineren Sphyrna-Arten ableiten. Im August 2013 wurde die neue Hammerhai-Art Sphyrna gilberti beschrieben. Dieses 1967 in den Gewässern vor South Carolina entdeckte Taxon ist morphologisch nahezu identisch mit dem Bogenstirn-Hammerhai. Erst eine DNA-Analyse erbrachte den Beleg, dass es sich hierbei um eine neue Art handelt.

## Beziehung zum Menschen

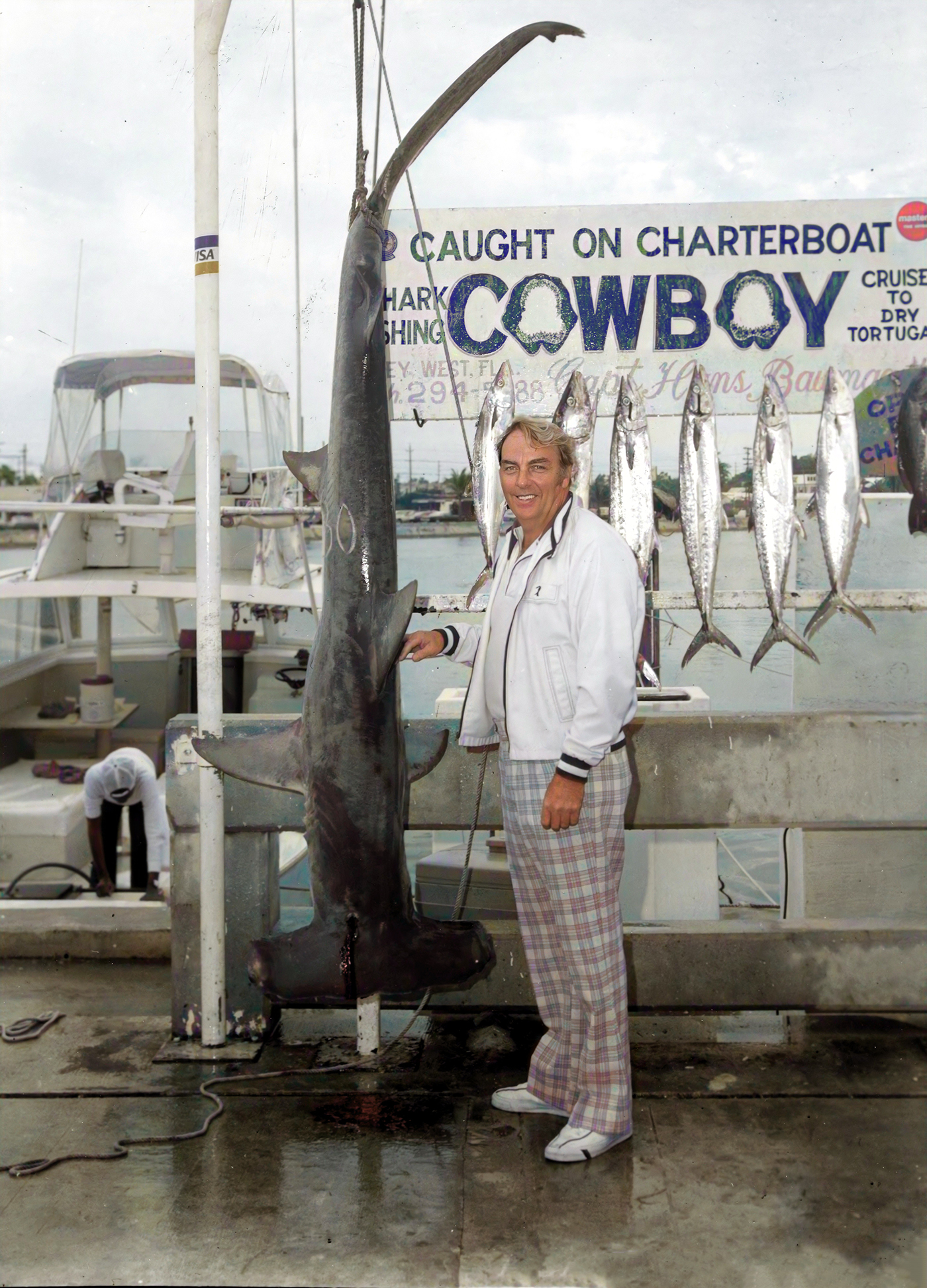
Ein Großer Hammerhai als Fang eines Sportfischers

Die großen Hammerhaie wie der Große Hammerhai, der Bogenstirn-Hammerhai und der Glatte Hammerhai werden als dem Menschen potenziell gefährlich eingestuft. Begegnungen mit Tauchern und Schwimmern sind wegen seiner küstennahen Lebensweise vergleichsweise häufig. Die Zahl der unprovozierten Angriffe ist allerdings sehr gering. Insgesamt sind für alle Hammerhaiarten der Gattung Sphyrna nur 21 Haiunfälle dokumentiert, zwei davon mit tödlichem Ausgang. Eine genaue Zuordnung zu bestimmten Arten wird in der Regel nicht getroffen, vor allem zwischen dem Bogenstirn-Hammerhai und dem Großen Hammerhai (Sphyrna zygaena) kommt es häufig zu Verwechslungen. Tauchern gegenüber verhalten sich die großen Hammerhaie in der Regel nicht aggressiv, und sie sind meist eher scheu; für den Großen und den Glatten Hammerhai wurde jedoch auch schon aggressives Verhalten beobachtet. Alle kleineren Hammerhaie gelten als ungefährlich für den Menschen, Unfälle mit diesen Arten sind nicht bekannt.

### Nutzung und Fang
Hammerhaie, vor allem die größeren Arten, werden sowohl kommerziell als auch in der Sportfischerei befischt. Sie können sowohl im Küstenbereich als auch auf hoher See gefangen werden, wobei Langleinen sowie Grund- und Schleppnetze zum Einsatz kommen. Wie bei anderen Großhaien sind vor allem in Asien die großen Flossen als Basis der bekannten Haifischflossensuppe begehrt; der meist noch lebende Torso wird nach der Entfernung der Flossen sehr häufig zurück ins Meer geworfen, wo er verendet (Shark-Finning). Allerdings werden auch das Fleisch der Tiere und vor allem die Haut (Haileder) regelmäßig verwendet, das Leberöl dient der Vitamingewinnung und die Überreste werden zur Fischmehlherstellung genutzt.
Hinzu kommen auch in Regionen, in denen die Hammerhaie nicht selbst bejagt werden, regelmäßig hohe Beifangzahlen, da die Tiere in Küstennähe in der Regel mit kommerziell sehr begehrten und stark befischten Arten vergesellschaftet sind. Aufgrund der sehr ungenauen Daten zur Hochseefischerei liegen allerdings keine konkreten Fangzahlen oder Angaben zu Populationsgrößen und -veränderungen der verschiedenen Arten vor. Auch in Hainetzen, die zum Schutz von Badestränden vor allem vor den Küsten Australiens und Südafrikas gespannt werden, verfangen sich regelmäßig Hammerhaie.

### Bedrohung und Schutz

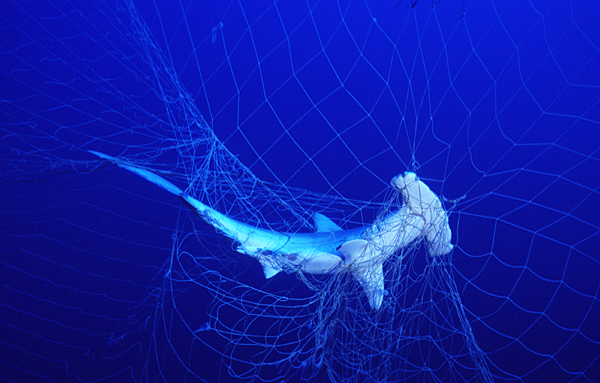
Bogenstirn-Hammerhai in einem Fischernetz

Die großen Hammerhaie sind aufgrund ihrer eher geringen Individuenzahl sowie der langen Entwicklungsdauer sehr empfindlich gegenüber Überfischung. Eine zuverlässige Erfassung der Bestände ist allerdings sehr schwierig, da nur wenige Fischereibehörden in ihren Statistiken die Arten der Hammerhaie trennen. So werden der Große und der Bogenstirn-Hammerhai von der International Union for Conservation of Nature and Natural Resources (IUCN) weltweit als „stark gefährdet“ („endangered“) und der Glatte Hammerhai als „gefährdet“ („vulnerable“) eingestuft. Ebenfalls als gefährdet gilt der Kleinaugen-Hammerhai, da er unter einem intensiven Fischereidruck steht und durch seine geringe Reproduktionsrate sehr anfällig auf Populationsrückgänge reagiert. Es gibt Hinweise, dass die Fangzahlen des Kleinaugen-Hammerhais vor Trinidad im karibischen Meer und dem nördlichen Brasilien bereits signifikant zurückgegangen sind und dies als Indiz für einen Populationsrückgang in seinem gesamten Verbreitungsgebiet gewertet werden kann. Die weiteren kleinen Arten werden als nicht oder noch nicht gefährdet betrachtet (siehe Tabelle).

### Kulturelle Bedeutung
Unter Torres-Strait-Insulanern ist der Hammerhai ein weit verbreitetes Familientotem und findet sich oft in traditioneller Kunst und zeremonieller Kleidung wieder.